# Giovanni Bona
Giovanni Bona (1609-1674) foi um escritor italiano cisterciense, cardeal, liturgista e devocional.

## Biografia
Ele nasceu de uma antiga família francesa em Mondovì, no Piemonte, norte da Itália, em 19 de outubro, de acordo com 10 de outubro de 1609.  Seu pai favoreceu uma carreira militar para ele, mas, depois de passar alguns anos em uma faculdade jesuíta próxima, ele entrou no mosteiro cisterciense da Congregação dos Feuillants em Pinerolo em 1624.  Lá, como também mais tarde em Roma, ele prosseguiu seus estudos com sucesso excepcional.
Ele trabalhou por quinze anos em Turim, antes como Asti e como abade em Mondovi, e em 1651 foi chamado para presidir toda a congregação como superior geral. Durante seus sete anos de vida oficial em Roma, ele recusou modestamente todas as outras honras, recusando o bispado de Asti. 
Congratulou-se com a expiração de seu terceiro mandato, na esperança de que ele pudesse aproveitar uma vida de aposentadoria e estudo, mas seu amigo íntimo, o Papa Alexandre VII, que desejava honrar seu aprendizado e piedade, o tornou consultor da Congregação do Índice e ao Santo Ofício. Em 1669, o Papa Clemente IX tornou cardeal. Não houve mudanças em seu modo de vida extremamente simples, e todo ano ele doava sua receita excedente aos padres carentes do Colégio Missionário de Roma. Ele morreu em Roma em 28 de outubro de 1674. 

## Escritos
Suas obras ascéticas mais conhecidas incluem "Via Compendii ad Deum" (1657), traduzida para outros Idiomas em 1876 por Henry Collins, O. Cist. sob o título "Um caminho fácil para Deus",  e "Principia et documenta vitae Christianae (1673) e" Horologium Asceticum "(Paris, 1676). 
Seu "Manuductio ad cælum" (1658) é freqüentemente comparado à " Imitação de Cristo " de Thomas a Kempis, devido à simplicidade do estilo no qual a sólida doutrina é ensinada. Além de passar por catorze edições latinas em quatro décadas, foi traduzido para italiano, francês, alemão, armênio e espanhol. Sir Roger L'Estrange produziu uma tradução em inglês ("The Guide to Heaven", 1680),  depois reimpresso como "A Guide to Eternity" (Londres, 1900). 
Pouco depois de sua ordenação, ele colecionou algumas das mais belas passagens dos Padres da Igreja na Missa e depois publicou-as em um livreto, que com certas adições cresceu em seu "De Sacrificio Missae". 
Além disso, ele compôs várias obras inéditas, conhecidas como "Ascetici", para instrução de membros de sua própria ordem.
Mas sua fama não se baseia apenas nos escritos devocionais. Ele estudou profundamente a antiguidade e teve tanto sucesso no tratamento do uso do Saltério na Igreja Cristã ("De Divinâ Psalmodi", Paris, 1663) que o cardeal Pallavicini o instou a empreender a história da missa. Percebendo a magnitude da tarefa, ele primeiro recusou, mas finalmente começou a trabalhar e, após mais de sete anos de trabalho, lançou seu famoso trabalho: "De Rebus Liturgicis" (Roma, 1671), uma verdadeira enciclopédia de informações históricas sobre todos os assuntos relacionados à missa, como ritos, igrejas, vestimentas e assim por diante. 
A primeira de muitas edições de seus trabalhos completos foi publicada em Antuérpia em 1677.